# Herniaria maritima
Herniaria maritima é uma espécie de planta com flor pertencente à família Caryophyllaceae. 
A autoridade científica da espécie é Link, tendo sido publicada em Journal für die Botanik 1799(1): 57. 1799.

## Portugal
Trata-se de uma espécie presente no território português, nomeadamente em Portugal Continental.
Em termos de naturalidade é endémica da região atrás referida.

## Protecção
Encontra-se protegida por legislação portuguesa ou da Comunidade Europeia, nomeadadamente pelo Anexo II e IV da Directiva Habitats e pelo Anexo I da Convenção sobre a Vida Selvagem e os Habitats Naturais na Europa.